# Vaaksa
Vaaksa, auch in der Schreibweise Waaksa, war ein finnisches Längenmaß und entsprach der Spanne.
- 1 Vaaksa = 6 Tuumaa
- 1 Vaaksa = 1 Korttelia = ¼ Kyynärää = ½ Jalkaa = 14,85 Zentimeter